# Kröppen
Kröppen település Németországban, Rajna-vidék-Pfalz tartományban. Lakosainak száma 670 fő (2023. december 31.).

## Népesség
A település népességének változása:
| Lakosok száma | 707  | 682  | 686  | 700  | 684  | 670  |
|               | 1975 | 2017 | 2019 | 2021 | 2022 | 2023 |